# 米科·科伊维斯托
米科·科伊维斯托（芬蘭語：Mikko Koivisto，1987年4月18日—），芬蘭籃球運動員。他曾效力於Skyliners Frankfurt
籃球俱樂部。他也代表芬蘭國家男子籃球隊參賽。